# دون پاتینکین
دون پاتینکین (به انگلیسی: Don Patinkin) (به عبری: דן פטינקין) (۸ ژانویه ۱۹۲۲ – ۷ اوت ۱۹۹۵)، اقتصاددان پولی اسرائیلی-آمریکایی و رئیس دانشگاه عبری اورشلیم بود.

## زندگی‌نامه
دون پاتینکین در ۸ ژانویه ۱۹۲۲ در شیکاگو، به یک خانواده یهودی مهاجر لهستانی، متولد شد. زمانی که تحصیلاتش در مقطع لیسانس را در دانشگاه شیکاگو به پیش می‌برد، او همچنین تلمود را در کالج الهیات شناسی عبری در شیکاگو دربر گرفت. او تحصیلات کارشناسی‌ارشد را در شیکاگو ادامه داده و تحت نظارت اسکار آر. لانگ، در سال ۱۹۴۷ دکترایش را کسب کرد. پاتینکین یک صهیونیست نیرومند بوده و زمانی که تحصیلات کارشناسی‌ارشدش را ادامه می‌داد، برنامه ریزی کرد که به فلسطین مهاجرت کند؛ در پژوهش کارشناسی‌ارشدش او اقتصاد فلسطین را خواند، اما پایان‌نامه‌اش را در این موضوع تکمیل نکرد.
پس از فارغ‌التحصیل شدن او سمت استاد را در دانشگاه شیکاگو و دانشگاه ایلینوی به پیش برد تا این‌که توانست، پس از استخدام شدن در دانشگاه عبری اورشیلم، در سال ۱۹۴۹ میلادی به اسرائیل مهاجرت کند. در سال ۱۹۵۶ میلادی او به عنوان مدیر پژوهش مؤسسه فالک برای تحقیقات اقتصادی که توسط سیمون کوزنتس بنیان‌گذاری شده و از سوی بنیاد فالک تأمین مالی می‌شد، گماشته شد.

## حرفه آکادمیک
او در دانشگاه عبری باقی‌مانده و از سال ۱۹۸۲ تا ۱۹۸۶، پس از آوراهام هارمان، رئیس دانشگاه شد. او به دلیل وضعیت ضعیف مالی دانشگاه استعفا داده و آمنون پازی جانشین او شد. پاتینکین در سال ۱۹۸۹ میلادی بازنشسته شده و در ۷ اوت ۱۹۹۵ در اورشیلم درگذشت.

## تحقیقات اقتصادی
فعالیت‌های پاتینکین برخی از ریزپایه‌های اقتصاد کلان کینزی، مخصوصاً نقش تقاضای پول، را مورد کاوش قرار داد. تک‌نگاری او با عنوان: «پول، ربح و قیمت‌ها» (۱۹۵۶) برای سال‌های زیادی یکی از پرکاربردترین مراجع پیشرفته دربارهٔ اقتصاد پولی بود.
هوو دیکسون معتقد بود که «پول، ربح و قیمت‌ها شاید در طرزدید آن به اندازه نظریهٔ کلی کینز عالی است. در حالی‌که اثر دومی اصلیت بیشتری دارد، اثر اولی وضاحت بیشتر دیدگاه و طرز افاده رسمی دارد. دون پاتینکین نظریهٔ بازار نیروی‌کار و متفکر مربوطه توازن استخدام کابل خود را صرف در سه صفحه پول، ربح و قیمت‌ها بیان کرد (در سال ۱۹۶۵ میلادی صفحات ۱۲۷–۳۰). این صفحات شایسته توجه زیاد هستند: این‌ها بیان می‌کنند که مدل بازار نیروی‌کار، تهداب معیاری منحنی عرضه جمعی در مدل تقاضای جمعی/عرضه جمعی (AD/AS) است. هرچند خود پاتینکین ارائه AD/AS را مدون نساخته‌است، در اثر پول، ربح و قیمت‌ها تلویحاً ذکر گردیده‌است».

## آثار چاپ شده
- «مرکانتلیسم و ورود مجدد یهودی‌ها در انگلستان»، ۱۹۴۶، مطالعات اجتماعی یهودی‌ها
- «شرکت‌های دارای چندین دستگاه، کارتل‌ها و رقابت ناقص»، ۱۹۴۷، QJE
- «قیمت‌های نسبی، قانون سای و تقاضا برای پول»، ۱۹۴۸، Econometrica
- «انعطاف‌پذیری قیمت و استخدام کامل»، ۱۹۴۸، AER
- «عدم قطعیت قیمت‌های مطلق در نظریهٔ اقتصاد کلاسیک»، ۱۹۴۹، Econometrica
- «عدم اشتغال غیراختیاری و تابع عرضه کینزی»، ۱۹۴۹، EJ
- «ملاحظه دوباره نظریهٔ توازن کلی پول»، ۱۹۵۰، RES
- «بی‌اعتباری نظریهٔ پولی کلاسیک»، ۱۹۵۱، Econometrica
- «ملاحظات بیشتر نظریهٔ توازن کلی پول»، ۱۹۵۱، RES
- «محدودیت‌های اصل مطابقت سامولسن»، ۱۹۵۲، Metroeconomica
- «فرایند تجمعی ویکسل»، ۱۹۵۲، EJ
- «انشعاب فرایند قیمت‌گذاری در نظریهٔ اقتصادی»، ۱۹۵۴، Economica
- «اقتصاد کنزی و نظریهٔ کمیت»، ۱۹۵۴، در کوریهارا، مؤلف، اقتصاد پساکینزی
- «توسعه پول و قیمت در اسرائیل»، ۱۹۵۵، اسکرپتا هایروسولیمیتانا
- «پول، ربح و قیمت‌ها: یک‌پارچگی پولی و نظریهٔ ارزش»، ۱۹۵۶.
- «ترجیح نقدینگی و صندوق‌های قابل بدهی: موجودی انبار و تحلیل جریان»، ۱۹۵۸، Economica
- «تحرک‌های سکولار قیمت و توسعه اقتصادی: برخی از جوانب نظری»، در بون، مؤلف، چالش توسعه
- «اقتصاد اسرائیل: دهه اول»، ۱۹۵۹
- «کینز و اقتصادسنجی: دربارهٔ تعامل انقلاب‌های اقتصاد ماکرو در دوره جنگ داخلی»، ۱۹۷۶، Econometrica

## جوایز و قدردانی
پاتینکین در سال ۱۹۷۰ جایزه اسرائیل را کسب کرد. در سال ۱۹۸۹ میلادی، کنفرانسی به قدردانی از بازنشستگی پاتینکین برگزار شد.